# Nowokuznieckaja
Nowokuznieckaja (ros. Новокузнецкая) – stacja linii Zamoskworieckiej metra moskiewskiego, otwarta 20 listopada 1943 roku.
Stacja jest połączona ze stacją Trietjakowskaja na liniach Kałużsko-Ryskiej i Kalinińskiej.